# Lloro negre gros
El lloro negre gros (Coracopsis vasa) és una espècie d'ocell de la família dels psitacúlids (Psittaculidae) que habita boscos i sabanes de Madagascar i les illes Comores.